# Ajda Sticker
Ajda Sticker (* 1986 in Kärnte/Koroška) ist eine österreichische Journalistin und Fernsehmoderatorin.

## Leben und Karriere
Ajda Sticker wurde 1986 in Kärnten/Koroška in Österreich geboren. Ihre journalistische Laufbahn startete sie mit 14 Jahren und moderierte zunächst die wöchentliche Jugendsendung beim slowenischen Volksgruppenradio „Korotan“.
2009 produzierte Ajda Sticker eine Kurzdokumentation über Bootsflüchtlinge, die damals die Kanarischen Inseln erreichten. Seit 2013 ist sie Teil der Minderheitenredaktion im ORF.
Für die Serie „Erklär mir, wie du lebst“ wurde sie 2021 mit dem ÖZIV Medienpreis sowie dem Prälat-Leopold-Ungar-Anerkennungspreis ausgezeichnet.
Seit 2019 moderierte sie die wöchentliche Minderheitensendung Heimat, fremde Heimat in ORF 2 gemeinsam mit Marin Berlakovich. Ajda Sticker tritt auch als Sängerin auf.